# مانالکادو

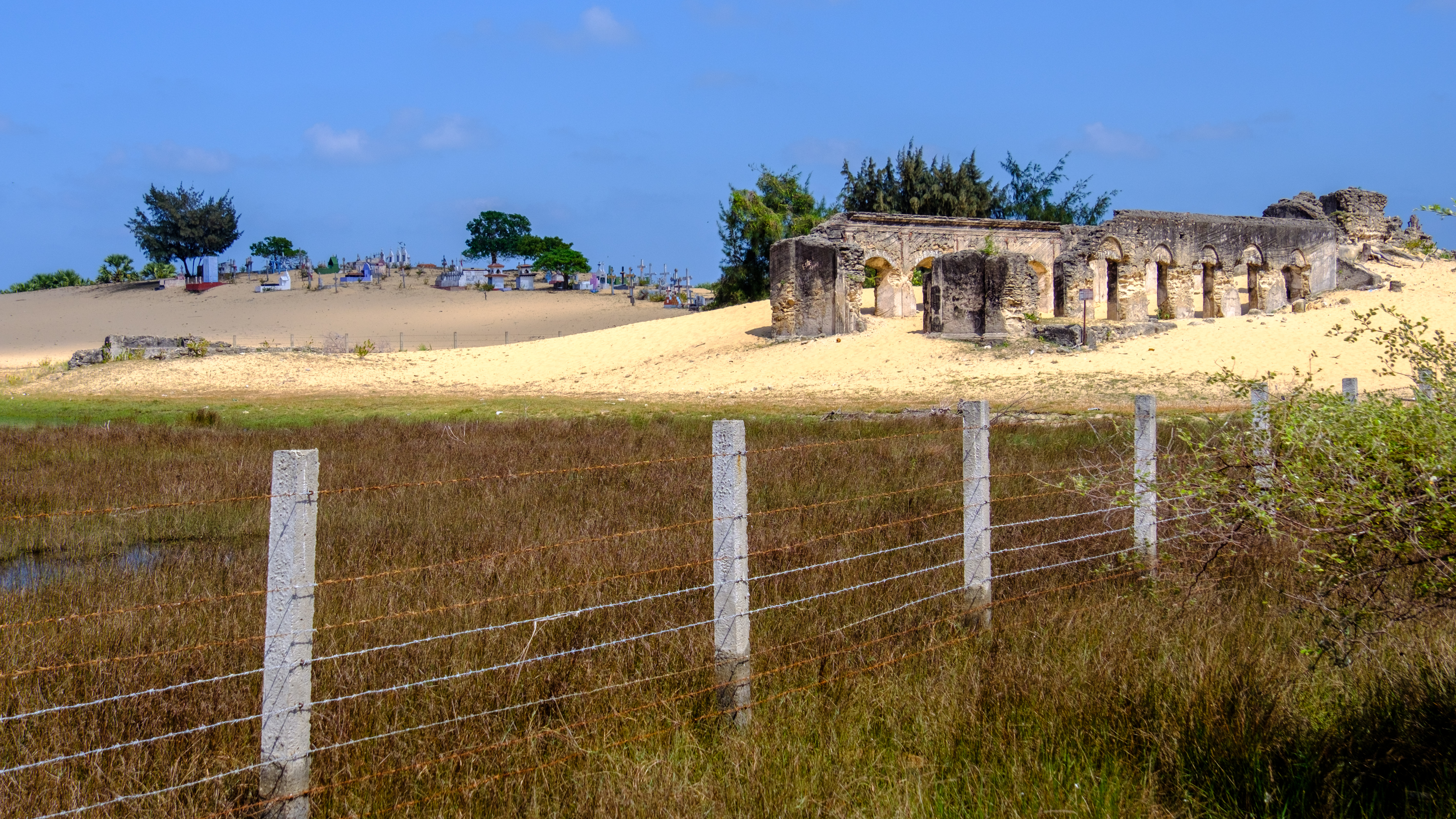
ویرانه‌های کلیسای سنت آنتونی و قبرستانی در سمت چپ کلیسا

مانالکادو (به لاتین: Manalkadu) یک منطقهٔ مسکونی در سری‌لانکا است که در ناحیه کیلینوچی واقع شده‌است.